# Ptilodactyla nitidissima
Ptilodactyla nitidissima is een keversoort uit de familie Ptilodactylidae. De wetenschappelijke naam van de soort is voor het eerst geldig gepubliceerd in 1927 door Pic.